# شبكة خارجية

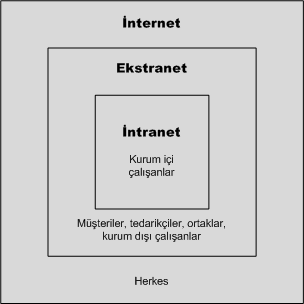

الشبكة الخارجية (بالإنجليزية: Extranet) هي تقنية تسمح لمجموعة من الشبكات الداخلية متباعدة أن تتواصل مع بعضها البعض وتتبادل البيانات.